# Марипуу, Марет

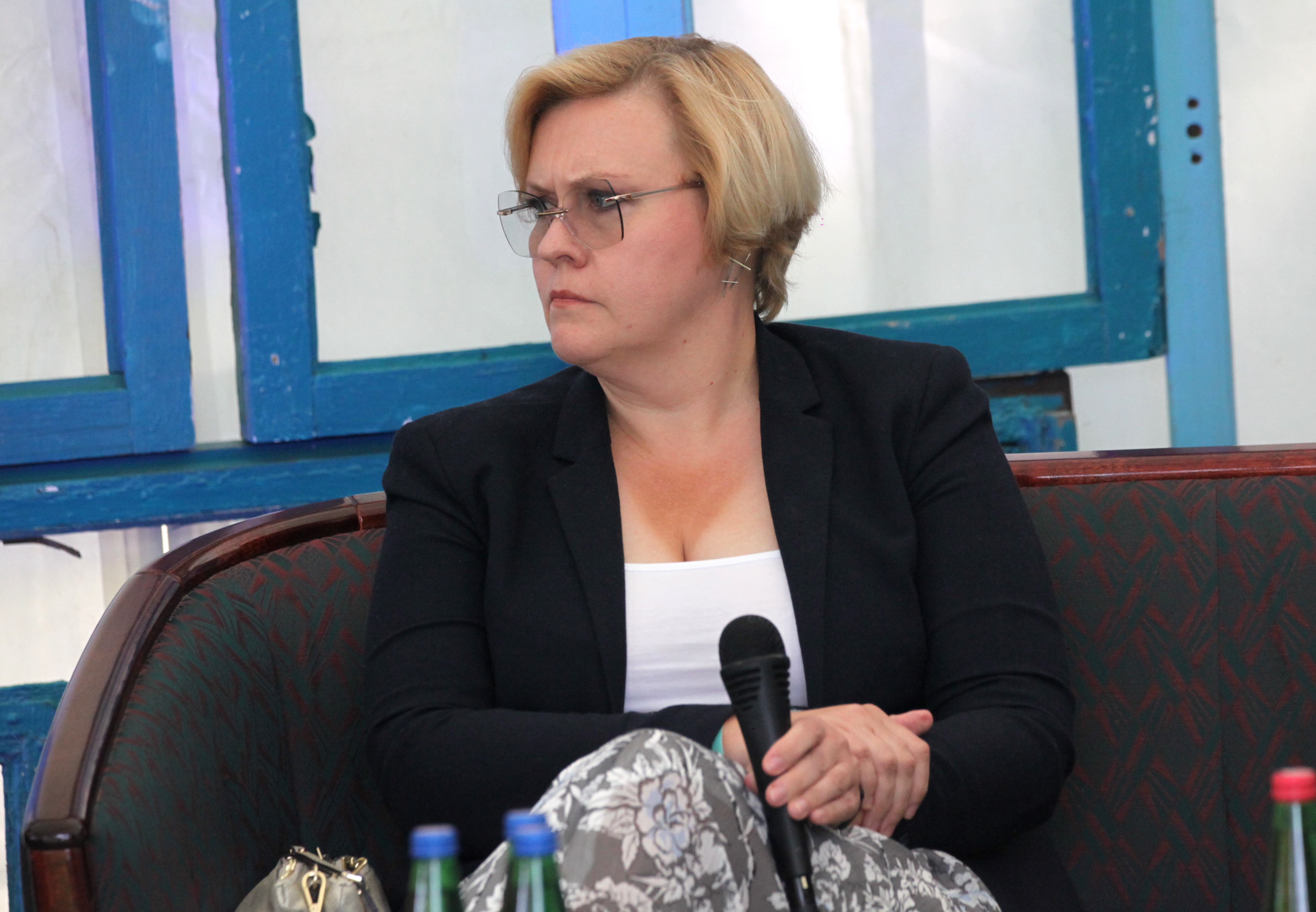
Марет Марипуу (2021)

Марет Марипуу (род. 16 июля 1974, Таллин, Эстония) — эстонский политик.
Член Партии реформ. В 1999 году была избрана как в эстонский парламент Рийгикогу, так и в городской совет Таллина. В 2001—2005 годах председатель городского совета, затем в 2006—2007 годах заместитель председателя Рийгикогу. Министр социальных дел Эстонской республики с 2007 по 2009 год в правительстве Андруса Ансипа.
До начала политической карьеры работала в эстонских структурах компании Statoil. Была замужем за эстонским политиком Игорем Грязиным, в 2001 году родился сын Каспар.